# Квргав нос
Квргав нос, ринофима (МКБ 10 L71.1, лат. rhinophyma) , пежоративно бабураст нос инфламаторнa је болести коже носа, која се карактерише хипертрофијом меких ткива носа (везивног ткива, крвних судова и лојних жлезда), еритемом, телангиектазијама, нодулима, лобуластим изгледом.  Ринофима је узнапредовали стадијум розацее која утиче на мека ткива носа и доводи до нарушавања архитектуре носа, опструкције дисајних путева и унакажења носа (које има значајан утицај на психосоцијални морбидитет повезан са ринофимом). 
Стање је много чешће код мушкараца него код жена и обично се развија између 50 и 70 година. 
Поуздани узрок болести је непознат, али се зна да је прекурсор розацее, што укључује запаљење коже носа праћено појавом бубуљица. Када розацеа од акни напредује до ринофима, кожа која покрива нос се задебљава, а врх носа се шири. Овај карактеристичан изглед носа чини основу за дијагнозу.
У раним фазама, лечење укључује лекове, а у напредним фазама укључује операцију (изравнавања или уклањање грубе и задебљале кож), ако захваћено ткиво носа врши опструикцију дисајних путеве.  Оперативни захват је безбедан и даје добре резултате лечења. 

## Епидемиологија
- У Европи постоји све већа преваленција ринофиме од југа ка северу па тако: у Немачкој преваленција износи 2,2%, у Шведској 10% и у Естонији 22%.[3]
- Стање је много чешће код мушкараца него код жена и обично се развија између 50 и 70 година. .
- Да би дијагноза била потврђена, потребно је да еритем на кожи носа постоји најмање три месеца.

## Eтиологија
Тачан узрок ринофиме није јасан. Вероватно ће бити мултифакторски укључујући генетске факторе и факторе животне средине.
Додатни фактори који могу изазвати или погоршати розацеу укључују:
- старост,
- фотоосетљиви типови коже,
- излагање ултраљубичастом зрачењу,
- пушење дувана,
- температура околине (топлота или хладноћа),
- унос зачињене хране и топлих пића,
- алкохол,
- емоционални стрес,
- лекови као што су блокатори калцијумских канала (могу погоршати вазодилатацију и црвенило коже носа) и локални кортикостероиди.

## Патофизиологија
Механизми патогенезе розацее (која је често у основи јвргавог носа), а сходно томе ринофима, нису у потпуности разјашњени и сматра се да су мултифакторски који укључују комбинацију неуроваскуларне дисрегулације и урођених имунолошких одговора. 
Сматра се да на почетку, вазодилатација доводи до цурења течности у дермални интерстицијум и матрикс који предиспонира упалу, фиброзу и карактеристичну еритематозну кожу услед телеангиектатичног раста. Повећано присуство мастоцита је од утицаја код свих облика розацее и појављује се у највећој густини када почну да се развијају папуле и пустуле.

### Хистопатологија
Хистопатолошки преглед открива хипертрофичне лојне жлезде и задебљани дермис који садржи фиброваскуларну миксоидну строму и лимфне ћелије. Проширење лојне јединице доводи до зачепљења себума. У тешким случајевима ринофиме, лојне жлезде постају уништене едемом и фиброзом, стварајући хистолошку слику лимфедема.

## Класификација
Постоје четири варијанте ринофима: фибро-ангиоматска,  жлездана, фиброзна, актинична.
Фибро-ангиоматски облик
У фибро-ангиоматском облику, нос као резултат хипертрофије свих елемената коже се повећава уједначено по величини, али не губи своју конфигурацију. Због чињенице да је хипертрофна кожа нос богата крвним судовима, она добија светло црвену боју.
Жлездани облик
Код жлезданог облика нос је у облику пинеалног тумора. Чворови се спајају у кврге а нос који расте, у великој мери је деформисан. Чворови су мекани и цијанотични. Отвори лојних жлезда се увећавају,а из њих се благим притиском, ослобађа садржај непријатног мириса. Чворови обично нису улцерисани, али су понекад повезани са  инфекцијом, па се пацијенти жале на свраб. Често се овај запаљенски процес шири у параназални предео коже лица, па је ринофима праћена блефаритисом и конјунктивитисом.
Фиброзни облик
Фиброзни облик има плаво-љубичасту боју коже носа, са великим бројем телеангиектазија и хиперплазијом лојних жлезда, што на крају мења облик и изглед  кожа носа.
Актинични облик
Код актиничне форме, нос се повећава равномерно, постепено постаје смеђе-цијанотичан, а телангиектазије се локализују углавном на крилицима носа. Поре на кожи су дилатиране али нема пустула.

## Клиничка слика
Клиничком сликом доминирају следећи симптоми или промене на носу:
- Нос у облику луковице
- Многе масне жлезде
- Црвенкаста боја коже
- Задебљање коже
- Воштана, жута површина коже носа

## Дијагноза
У већини случајева, здравствени радник може дијагностиковати ринофиму без икаквих тестова. 
Понекад може бити потребна биопсија коже у диференцијалној дијагностици.

## Диференцијална дијагноза
Упркос јединственом изгледу, ринофима може опонашати друга стања, што повећава  важност биопсије. Једно од таквих стања је карцинома базалних ћелија, који се развије код 3 до 10% пацијената са ринофимом и може се лако сакрити унутар деформисане нодуларне коже. 
Аденоидни карцином сквамозних ћелија, карцином сквамозних ћелија, аденом лојних жлезда, карцином лојних жлезда и ангиосарком су такође хистолошки дијагностиковани у оквиру ринофиме. 
Саркоидоза, лимфом, метастатски карцином плућа и гранулом еозинофилни гранулом такође имају клиничке сличности са ринофимом.
У областима са ендемском лајшманијазом, сваки пацијент са прогресивним отоком носа који подсећа на ринофиму треба да изазове сумњу да болесник има паразита Леишманију. Дијагноза се поставља путем бриса и ПЦР теста.

## Терапија
Најчешћи облик лечења је оперативно преобликовање носа. Операција се може урадити ласером, скалпелом или ротирајућом четком (дермабразија). 
Одређени лекови против акни такође могу помоћи у лечењу овог стања.

## Прогноза
Болест је често хронична, и код таквих случајевима демодикоза напредује и на кожи се ствара грубо  „ожиљно ткиво”. Лице је покривено ранама, апсцесима, постаје сиво земљане боје, и временом почиње да личи на огромну љубичасту или тамно црвену квргасту структуру.
Иако се ринофима може кориговати операцијом, стање се може вратити.

## Могуће компликације
Ринофима може изазвати емоционални стрес код оболеле особе, због нарушеног изгледа.